# Гран-при Руселаре
Гран-при Руселаре (нидерл. Grote Prijs Stad Roeselare) — шоссейная однодневная велогонка, проходившая по территории Бельгии с 2007 по 2012 год.

## История
Гонка была создана в 2007 году и сразу вошла в Женский мировой шоссейный календарь UCI в рамках которого проводилась на протяжении всей свое истории.
Маршрут гонки проходил в провинции Западная Фландрия (Фламандский регион) Старт и финиш располагался в городе Руселаре. После этого дистанция направлялась в коммуну Хёвелланд и возвращалась обратно в Руселаре. Трасса представляла собой один большой круг (~ 100 км) и два-три небольших (до 10 км) круга расположенных в середине или в конце (финальные) дистанции, а также несколько коротких и крутых категорийных подъёмов (в среднем 1200 м с средним градиетнтом 8% и максимальным 15%). Общая протяжённость дистанции составляла от 125 до 135 км.
Рекордсменкой с двумя победами стала нидерландка Кирстен Вилд.

## Призёры
| Год  | Победитель         | Второй                | Третий             |
| ---- | ------------------ | --------------------- | ------------------ |
| 2007 | Мартине Брас       | Эмма Юханссон         | Таня Шмидт-Хеннес  |
| 2008 | Лус Маркеринк      | Аннемик ван Влётен    | Кимберли Андерсон  |
| 2009 | Кирстен Вилд       | Рошелль Гилмор        | Лисбет Де Вохт     |
| 2010 | Кирстен Вилд       | Хлоя Хоскинг          | Аннемик ван Влётен |
| 2011 | Эмбер Небен        | Эмма Юханссон         | Адри Виссер        |
| 2012 | Аннемик ван Влётен | Кристель Феррье-Брюно | Линда Виллумсен    |